# ۱۴۰۰ (میلادی)
۱۴۰۰ (میلادی) هزار و چهارصدمین سال تقویم میلادی است.

## مناسبت‌ها
== رویدادها == عکس ماه

## زادگان
- آندرونیکوس پنجم، امپراتور بیزانس

## درگذشتگان
- ۱۴ فوریه - ریچارد دوم، پادشاه انگلستان
- ۲۵ اکتبر - جفری چاوسر، شاعر، نویسنده، فیلسوف و سیاست‌مدار انگلیسی

‎